# 多域光背蟹
多域光背蟹（学名：Lissocarcinus polybioides）为梭子蟹科光背蟹属的动物。分布于日本、马达班、澳大利亚、安达曼群岛、印度、斯里兰卡、拉克代夫群岛、塞舌耳群岛以及中国大陆的南沙群岛等地，生活环境为海水，主要生活于水深50米以及粗沙底。